# 제주시 갑
제주시 갑은 대한민국 국회의원 선거구이다. 제주특별자치도 제주시 서부를 관할한다. 현 지역구 국회의원은 더불어민주당의 문대림이다.

## 역사
2006년 7월 1일을 기해 제주특별자치도가 출범했으며 제주시와 북제주군은 통합되어 통합 제주시가 출범했다. 이에 제18대 국회의원 선거를 앞두고 제주시의 일부 지역을 관할하는 선거구로 신설되었다. 신설 당시 제주시 한림읍, 애월읍, 한경면, 추자면, 삼도1동, 삼도2동, 용담1동, 용담2동, 오라동, 연동, 노형동, 외도동, 이호동, 도두동을 관할했다.

## 관할 구역
| 대수  | 관할 구역 |
| ----- | --- |
| 18대~ | 제주시 한림읍, 애월읍, 한경면, 추자면, 삼도1동, 삼도2동, 용담1동, 용담2동, 오라동, 연동, 노형동, 외도동, 이호동, 도두동 |

## 역대 국회의원
| 선거   | 정당 | 정당         | 의원   |
| ------ | ---- | ------------ | ------ |
| 2008년 |      | 통합민주당   | 강창일 |
| 2012년 |      | 민주통합당   | 강창일 |
| 2016년 |      | 더불어민주당 | 강창일 |
| 2020년 |      | 더불어민주당 | 송재호 |
| 2024년 |      | 더불어민주당 | 문대림 |

## 역대 선거 결과

### 대한민국 제18대 국회의원 선거
|  | 39.29% |

|  | 32.08% |

|  | 27.14% |

|  | 1.47% |

### 대한민국 제19대 국회의원 선거
|  | 43.35% |

|  | 39.09% |

|  | 13.95% |

|  | 3.59% |

### 대한민국 제20대 국회의원 선거
|  | 47.98% |

|  | 36.73% |

|  | 15.28% |

### 대한민국 제21대 국회의원 선거
|  | 48.70% |

|  | 37.07% |

|  | 7.31% |

|  | 5.45% |

|  | 0.61% |

|  | 0.43% |

|  | 0.41% |

### 대한민국 제22대 국회의원 선거
|  | 62.88% |

|  | 37.11% |

## 같이 보기
- 제주특별자치도의 선거구
- 제주시의 국회의원